# Epierus notius
Epierus notius är en skalbaggsart som beskrevs av Sylvain Auguste de Marseul 1861. Epierus notius ingår i släktet Epierus och familjen stumpbaggar. Inga underarter finns listade i Catalogue of Life.